# Egon Piechaczek
Egon Piechaczek, w latach 1947–1961 Eugeniusz Zygmunt Piechaczek (ur. 16 listopada 1931 w Chorzowie, zm. 23 października 2006 w Kaiserslautern) – polski piłkarz, występujący na pozycji napastnika i trener piłkarski.

## Kariera piłkarska
Podczas swojej kariery piłkarskiej reprezentował barwy: AKS Chorzów, Wawelu Kraków, Legii Warszawa, Ruchu Chorzów, Odry Opole i FSV Frankfurt. W 1961 podczas pobytu w Berlinie (w związku z rozgrywaniem tam meczu piłkarskiego w barwach Odry Opole) przedostał się do Berlina Zachodniego, a następnie do RFN.

## Kariera trenerska
W 1968 roku, Egon Piechaczek rozpoczął karierę trenerską zostając trenerem występującego w Bundeslidze FC Kaiserslautern, a następnie Arminię Bielefeld. Karierę trenerską w Bundeslidze zakończył skandal dotyczący ustawiania meczów w niemieckiej Bundeslidze w 1971 roku. Na ławkę trenerską wrócił w 1978 roku, zostając trenerem PAOK FC. Następnie trenował Panionios GSS i Apollon Limassol.
Egon Piechaczek zmarł 23 października 2006 roku w Kaiserslautern.